# Morgan Geekie
Morgan Geekie (Strathclair, Manitoba, 20 de julio de 1998) es un jugador profesional canadiense de hockey sobre hielo que se desempeña en la posición de centro en Boston Bruins, equipo de la National Hockey League (NHL).

## Carrera
Fue seleccionado en la tercera ronda en la NHL Entry Draft de 2017. En 2019 hizo su debut profesional con el equipo Carolina Hurricanes, en el cual jugó dos temporadas (2019-2021), después pasó a Seattle Kraken (2021-2023), luego a Boston Bruins, donde lleva jugando una temporada.